# مسافرخانه‌ای در توکیو
مسافرخانه‌ای در توکیو (انگلیسی: An Inn in Tokyo) یک فیلم صامت ژاپنی به کارگردانی یاسوجیرو اوزو است که در سال ۱۹۳۵ منتشر شد.

## گزیدهٔ بازیگران
- تاکشی ساکاموتو
- آئوکی تومیو
- چیشو ریو
- یوشیکو اوکادا
- چوکو لیدا
- تاکازوکی سوئماتسو
- کازوکو اوجیما